# Filfla
Filfla ili Filfola je mali, uglavnom neplodan, nenaseljen otočić 4.5 km južno od Malte. Filflu (ili Filfluu), mali stjenoviti otočić 100 metara jugozapadno od Filfle, najjužnija je točka malteškog otočja. Vjeruje se da naziv dolazi od felfel, arapski za zrno papra (filfel).

## Okoliš
Filfla ima površinu od samo 0,037282 km2, a duljina obale iznosi 988 metara. To je trošna vapnenačka visoravan s ravnim vrhom okružena sa 60-metarskih liticama. Na otočiću se gnijezde tri vrste morskih ptica: burnica (Hydrobates pelagicus, s procijenjenih 5000 – 8000 parova), krupnokljuni kaukal (Calonectris borealis, oko 200 parova) i galeb klaukavac (Larus michahellis, c. 130 parova). BirdLife International je prepoznao otok kao važno područje za ptice (IBA), uglavnom zbog kolonije burnica. Vrsta zidnog guštera (Podarcis filfolensis ssp. filfolensis ) i vrsta puža (Lampedusa imitatrix gattoi) endemični su za Filflu. Veliki divlji poriluk, koji naraste do 2 metra, također se javlja. Pristup Filfli moguć je samo u obrazovne ili znanstvene svrhe, a posjetitelji moraju prethodno dobiti dopuštenje Uprave za okoliš i resurse.

## Povijest
Otok Filfla je vjerojatno bio svet za neolitske stanovnike Malte, koji su sagradili hramove Ħaġar Qim i Mnajdra na malteškoj obali nasuprot otočića.
Jedina poznata stalna građevina na otoku bila je kapelica sagrađena unutar špilje 1343. koja je uništena u potresu 1856. koji je također potopio dio otoka. Zemljovid Malte koja datira iz 1798. prikazuje utvrdu, svjetionik i samostan s kapelom na Filfli.
Sve do 1971. godine Britanska kraljevska mornarica i Kraljevsko zrakoplovstvo koristili su otok za vježbu gađanja, a istrošene čahure iz tih bombardiranja i danas se mogu pronaći na Filfli. Postao je rezervat za ptice 1980. Zakon o prirodnom rezervatu Filfla, donesen 1988., predviđa daljnja ograničenja pristupa i korištenja, uključujući zabranu ribolova unutar jedne nautičke milje (1,9 km) oko otoka zbog mogućnosti nailaska na neeksplodirana ubojna sredstva.
Odlukom malteške vlade iz 1990. ponovno je dopušten ribolov unutar zone od jedne milje.
U teritorijalnom sporu oko epikontinentalnog pojasa između Libije i Malte, Međunarodni sud pravde je 1985. presudio na način da se otočić isključio iz izračuna.

## Legende
Priča o stvaranju Filfle povezana je s legendama koje okružuju formiranje vrtače Il-Maqluba. Malteška legenda pripovijeda da je područje koje sada čini Il-Maqluba bilo naseljeno ljudima koji su živjeli tako raskalašenim životom da ih je susjed upozorio na njihov grešni način života, a da oni to nisu primijetili. Bog je stoga želio kazniti grešnike tako što je zaselak zahvatio, spasivši samo mudrog susjeda. Tada se kaže da su anđeli bacili komadić zaseoka u more, stvarajući otok Filflu.

## Vanjske poveznice
|  | Zajednički poslužitelj ima još gradiva o temi Filfla |